# Marcòlic
|  | Per a altres significats, vegeu «marcòlic groc». |

El marcòlic, consolta, marcòlic vermell o lliri morat (Lilium martagon) és una espècie de planta de la família de les liliàcies. També es diu consolta vermella i rep una munió de noms populars en la llengua catalana. L'espècie és endèmica d'Euràsia, estenent-se des dels Pirineus fins a l'Àsia central i Corea. És una de les plantes que hom anomena lliris i consta de diverses subespècies.
Creix en boscs o prats, a muntanya. És bulbosa perenne que fa d'un a dos metres d'alt. Les flors, nombroses en cada planta, són normalment de color porpra rosat, amb taques fosques i són flairoses.
- A Torà (Segarra, tocant al Solsonès)
- Al peu de la presa de Sallente, a la Vall Fosca (Pallars Jussà)
- A Torà (Segarra, tocant al Solsonès).
- Càpsules de llavors. A la solana de la Bòfia, sota el Puig de les Morreres (Solsonès)